# Leibenstadt
Leibenstadt ist ein Stadtteil von Adelsheim im Neckar-Odenwald-Kreis in Baden-Württemberg mit etwa 370 Einwohnern.

## Geographie
Leibenstadt liegt südlich von Adelsheim. Auf der Gemarkung von Leibenstadt befindet sich die Wüstung Dollishof.

## Geschichte
Das ehemals ritterschaftliche Dorf Leibenstadt wurde erstmals im Jahre 1293 erwähnt. Bis 1880 befand sich auf der Gemarkung auch die damals aufgelöste Siedlung Dollishof. 
Leibenstadt kam 1806 an Baden und gehörte zum Amt Osterburken, ab 1828 zum Bezirksamt Adelsheim und ab 1939 zum Landkreis Buchen. Am 1. November 1971 wurde die bis dahin eigenständige Gemeinde Leibenstadt nach Adelsheim eingemeindet.

## Wappen
Die Blasonierung des ehemaligen Gemeindewappens lautet: „In Blau drei goldene Ähren.“